# La batalla de Taillebourg
La Batalla de Taillebourg és una de les obres històriques més representatives del pintor romàntic francès Eugène Delacroix. Encarregada el 1837 per decorar el Palau de Versalles , la pintura retrata un episodi militar del segle XIII en què el rei Lluís IX de França lidera una victòria contra les forces angleses. A través d´una composició enèrgica i un ús expressiu del color, Delacroix converteix l´escena en un poderós símbol d´heroisme, poder i emoció, reflectint tant l´esperit romàntic com la visió política de l´art a la França del segle xix.

## Autor
Eugène Delacroix (1798–1863) naixcut a Charenton-Saint-Maurice va ser un pintor francés i una figura clau del romanticisme. El seu estil va trencar amb el neoclassicisme en prioritzar el color, l'emoció i la composició dinàmica. Entre les seves obres  més  conegudes són La Llibertat guiant el poble, símbol dels ideals revolucionaris. Inspirat per la literatura i els seus viatges al Marroc, també va decorar importants edificis públics. La seva obra va influir profundament en moviments posteriors com l'impressionisme i va consolidar el seu lloc a la història de l'art modern.

## Context històric
L'obra La Batalla de Taillebourg (1837) d'Eugène Delacroix representa la batalla que va ocórrer a França el 21 de juliol de l'any 1242 a la comuna francesa de Taillebourg, una menuda localitat que encara existeix avui en dia,  va ser creada en un context històric marcat per la Revolució Francesa i les lluites polítiques de l'època.

## Composició i estil
L'estil romàntic es manifesta en el tipus de moviment, figures en tensió i en l'ús dramàtic del color, es pot vore als cavallers francesos lluitant sobre els seus cavalls contra els enemics anglesos. Al centre del cuadre hi ha un cavall de color blanc, que destaca de entre la resta de persones i animals per la seua majestuositat. Delacroix fa servir pinzellades soltes per destacar l'energia del combat, evocant l'heroisme i l'agitació pròpia dels conflictes històrics.
Eugène Delacroix va pintar el quadre l'any 1837, aquest quadre es un oli sobre el llenç i pertany a l'art romanticista. El rei Lluís Felip I de França va encarregar la recreació d'aquesta batalla per a reforçar el nacionalisme francés.